# Murrinh-patha
Murrinh-patha je australský domorodý jazyk, jehož většina mluvčích žije v městečku Wadeye, které se nachází v australském Severním teritoriu, asi 230 kilometrů od Darwinu. Počet mluvčích se odhaduje na 1973. Je to nejrozšířenější australský domorodý jazyk, který nepatří do velké jazykové rodiny pama-nyunganských jazyků, do které patří drtivá většina ostatních australských domorodých jazyků. Je to jazyk domorodých kmenů Murrinh-Patha a Murrinh-Kura. Jazyk má tři dialekty: murrinhdiminin, murrinhkura, and murrinhpatha.
Na rozdíl od většiny ostatních domorodých jazyků v Austrálie jazyk murrinh-patha není ohroženým jazykem. Je to dáno i tím, že pro mluvčí murrinh-pathy je jazyk velice důležitý a je spojován s kmenem, identitou i zemí. Navíc se dříve v regionu používal jako lingua franca. Je to jeden z mála australských domorodých jazyků, jehož počet mluvčích v poslední době vzrostl. Jazyk je běžně používán, vyučován ve škole a bylo do něj přeloženo mnoho textů (například několik částí Bible).
Zajímavostí je, že jazyk murrinh-patha nemá slova pro číslovky nižší než 5.

## Zařazení
Jazyk je řazen do velmi malé jazykové rodiny jižních dalyjských jazyků. Kromě jazyka murrinh-patha se k ní ještě řadí pouze téměř vymřelý jazyk nganʼgityemerri. Ne všemi lingvisty je ale tato jazyková rodina uznávána.

## Ukázka
Tři věty v jazyce murrinh-patha a český překlad:
- ngarra da ngurran (jdu domů)
- thangkunuma mi kanhi-yu? (kolik za jídlo?)
- ku were dirranngingarlbarl (ten pes na mě štěká)